# ベブ・デオム
ベブ・デオム（Beb-Deum、1960年6月26日 - ）は、フランスのデジタルアート作家(コンピューターで作り出す現代アートのクリエーター)、イラストレーターであり、過去には講談社「モーニング」にて連載経験のあるバンド・デシネ作家(漫画家)でもある。

## 概要
1976年、16歳でパリに渡り、デュペレ応用美術学校の漫画コースに入学。卒業後、漫画雑誌「メタル・ユルラン」(Métal Hurlant)でバンド・デシネ作家としてデビュー。1987年に短編集『アルバム』、1989年に長編作品『ビューロクラティカ』をユマノイド・アソシエ社より発表する。この頃から彼はイラストレーターとしても活躍しており、雑誌や広告などのイラストを数多く手掛けている。1996年には、講談社の漫画雑誌「モーニング」にて、『新世紀ドミノ』を連載している。
また彼は、バンド・デシネ作家の中ではいち早く、コンピューターによる作画を行った作家としても知られている。

## 画風
彼の絵は、1930年代のイタリア漫画や日本漫画の影響を受けており、艶のある写実的なスタイルが特徴である。

## 作品

### 漫画
- アルバム(L'Album、1987年)
- ビューロクラティカ(Bürocratika、1989年)
- 異邦人の国(Région Etrangère、ジャン＝ピエール・ディオネ原作、1989年)
- 我が人生はスミレの束(Ma Vie est un Bouquet de Violettes、ジャン＝ピエール・ディオネ原作、1992年)
- 新世紀ドミノ(仏題:La Théorie des Dominos、1996年)※講談社「モーニング」にて連載

### 画集
- 波出でて、影へと至る(Surgir de l'Onde, Entrer dans l'Ombre、1993年)
- ふくれっ面の賞賛(Éloge de la Moue、1999年)
- E-Dad(2000年)
- PK12(2003年)
- フェイス・ボックス(Face Box、2008年)

## 日本での出版
- 『新世紀ドミノ』(長谷川たかこ訳、講談社、1996年)※絶版